# Pieve di Santa Maria Assunta a Gavinana
La pieve di Santa Maria Assunta è il principale luogo di culto di Gavinana, frazione di San Marcello Pistoiese.

## Storia
La pieve di Santa Maria Assunta venne fondata nell'XI secolo; è menzionata la prima volta in una bolla pontificia di papa Innocenzo II, del 21 dicembre 1133. In seguito, la chiesa venne ampliata nel XIII secolo.
Nel XVII secolo, la chiesa, soprattutto internamente, fu oggetto di ristrutturazioni che la trasformarono in stile barocco. Nel 1818, venne edificato il portico della facciata e, nello stesso anno, la torre campanaria venne rifatta in luogo di quella secentesca. Tra il 1940 e il 1941, la chiesa è stata restaurata radicalmente all'esterno; questi restauri hanno rimesso in luce le antiche strutture romaniche.

## Descrizione

### Esterno
La pieve di Santa Maria Assunta sorge nel centro storico di Gavinana, nella parte alta del paese.
All'esterno, presenta ancora le strutture romaniche. La facciata, a capanna, è preceduta da un portico, costruito nel XIX secolo. Questo, sporgente dalla facciata, è costituito dal pronao, di tre campate con volta a crociera, sorretto da quattro colonne corinzie, e dal sovrastante attico, con tre monofore rettangolari murate.
Di fianco al portale, si trova il leone stiloforo, scultura del XII secolo, che originariamente sosteneva una delle due colonne del protiro, andato perduto. Sulla destra della chiesa vi è il campanile a pianta quadrata, coronato da un cupolino ottagonale.

### Interno
L'interno, frutto dei restauri barocchi del XVII secolo, è a navata unica, con due campate coperte con volta a crociera, presbiterio quadrato coperto con volta a cupola poco pronunciata ed abside semicircolare.
Ai lati del portale di ingresso, una raffinata acquasantiera in marmo e, sulla parete, la Madonna del Rosario (1638) di Domenico Pugliani. Al primo pilastro a sinistra è appoggiata una Vergine col Bambino in stucco policromo. Addossate ai pilasti presso la zona absidale, due sculture in legno del secolo XV.
Nel presbiterio, un ricco altare ligneo con l'Assunzione della Vergine (1615). Alle pareti, due grandi pale in terracotta policroma invetriata, attribuite a Benedetto Buglioni.
Presso il fonte battesimale è un affresco con il Battesimo di Gesù, dell'ambito di Sebastiano Vini.

### Organo a canne
Sulla cantoria in controfacciata, si trova l'organo a canne, costruito da Pietro Agati nel 1776 ed in seguito ampliato nel 1824 da Giosuè e Nicomede Agati e nel 1856 da Luigi e Cesare Tronci.
Lo strumento è a trasmissione integralmente meccanica, con tre tastiere di 62 note ciascuna con prima ottava scavezza (Grand'Organo, prima tastiera; Concerto, seconda tastiera, Ripieno, terza tastiera) e due pedaliere a leggio entrambe con prima ottava scavezza, poste affiancate: la prima, corrispondente al Grand'Organo (prima tastiera) , è di 19 note (le prime 17 costantemente unite al manuale, la 18° e la 19° corrispondono ai due Timballi), con registro indipendente di Contrabbassi con Ottave di 12 note; la seconda, corrispondente all'Eco (terza tastiera) e ad essa costantemente unita. La cassa è stata costruita nel 1587 dal pistoiese Bartolomeo Cattanei e presenta una mostra con canne di principale disposte in cuspide unica con ali laterali.